# Asterocampa
Asterocampa,  es un género de lepidópteros perteneciente a la familia Nymphalidae. Es originaria de América.

## Especies

### celtis
- Asterocampa celtis (Boisduval et Le Conte, [1835])
  - Asterocampa celtis celtis
  - Asterocampa celtis alicia (Edwards, 1868)
  - Asterocampa celtis antonia (Edwards, 1877)
  - Asterocampa celtis reinthali Friedlander, 1987
- Asterocampa leilia (Edwards, 1874); présent en Arizona et au Texas.

### clyton
- Asterocampa clyton (Boisduval & Le Conte, [1835])
  - Asterocampa clyton clyton
  - Asterocampa clyton flora (Edwards, 1876)
  - Asterocampa clyton louisa Stallings & Turner, 1947
  - Asterocampa clyton texana (Skinner, 1911)

- Asterocampa idyja (Geyer, [1828])
  - Asterocampa idyja idyja
  - Asterocampa idyja argus (Bates, 1864)